# Helena Galus
Helena Galus (ur. 19 stycznia 1949 w Koninie) – posłanka na Sejm PRL VIII i IX kadencji. 

## Życiorys
Uzyskała wykształcenie średnie chemiczne (skończyła Technikum Chemiczne w Zgierzu). Od 1968 laborantka kontroli jakości w Kutnowskich Zakładach Farmaceutycznych „Polfa” w Kutnie. Związku Socjalistycznej Młodzieży Polskiej i Związku Młodzieży Socjalistycznej. Współzałożycielka Stowarzyszenia Polaków Poszkodowanych przez III Rzeszę. Przez dwie kadencje (1980–1989), będąc niezrzeszoną, pełniła mandat poselski z okręgu Płock. Brała udział w pracach następujących komisji poselskich: komisja wymiaru sprawiedliwości, spraw wewnętrznych, górnictwa i chemii. Bez powodzenia ubiegała się o reelekcję. W 1997 ponownie bezskutecznie kandydowała do Sejmu, z listy Sojuszu Lewicy Demokratycznej.
Współzałożyciel Stowarzyszenia Polaków Poszkodowanych przez III Rzeszę.

## Odznaczenia
- Srebrny Krzyż Zasługi
- Medal za Długoletnie Pożycie Małżeńskie (2020)[2]
- Medal 40-lecia Polski Ludowej
- Odznaczenie im. Janka Krasickiego
- Zasłużony dla woj. płockiego
- Zasłużony dla Zakładów „Miltex” w Kutnie
- Zasłużony dla Zakładów Farmaceutycznych „Polfa”
- Odznaka „Zasłużony Działacz Kultury”